# Giồng Riềng (huyện)
Giồng Riềng là một huyện thuộc tỉnh Kiên Giang, Việt Nam.

## Địa lý
Huyện Giồng Riềng nằm ở phía đông của tỉnh Kiên Giang, có vị trí địa lý:
- Phía đông giáp các huyện Cờ Đỏ, Thới Lai, thành phố Cần Thơ và các huyện Châu Thành A, Vị Thủy, tỉnh Hậu Giang
- Phía tây giáp huyện Châu Thành
- Phía nam giáp huyện Gò Quao và thành phố Vị Thanh, tỉnh Hậu Giang
- Phía bắc giáp huyện Tân Hiệp.

Huyện Giồng Riềng có diện tích là 639,35 km², dân số năm 2020 là 225.369 người, mật độ dân số đạt 353 người/km².

## Hành chính
Huyện Giồng Riềng có 19 đơn vị hành chính cấp xã trực thuộc, bao gồm thị trấn Giồng Riềng (huyện lỵ) và 18 xã: Bàn Tân Định, Bàn Thạch, Hòa An, Hòa Hưng, Hòa Lợi, Hòa Thuận, Long Thạnh, Ngọc Chúc, Ngọc Hòa, Ngọc Thành, Ngọc Thuận, Thạnh Bình, Thạnh Hòa, Thạnh Hưng, Thạnh Lộc, Thạnh Phước, Vĩnh Phú, Vĩnh Thạnh.
Bản đồ hành chính huyện Giồng Riềng, tỉnh Kiên Giang
| Đơn vị hành chính cấp xã  | Thị trấn Giồng Riềng | Xã Bàn Tân Định | Xã Bàn Thạch | Xã Hòa An | Xã Hòa Hưng | Xã Hòa Lợi | Xã Hòa Thuận | Xã Long Thạnh | Xã Ngọc Chúc | Xã Ngọc Hòa | Xã Ngọc Thành | Xã Ngọc Thuận | Xã Thạnh Bình | Xã Thạnh Hòa | Xã Thạnh Hưng | Xã Thạnh Lộc | Xã Thạnh Phước | Xã Vĩnh Phú | Xã Vĩnh Thạnh |
| Diện tích (km²)           | 22,73                | 34,06           | 21,08        | 27,46     | 41,38       | 45,39      | 43,92        | 44,23         | 28,52        | 29,93       | 24,75         | 36,98         | 22,36         | 21,88        | 46            | 56,69        | 39,85          | 23,25       | 28,89         |
| Dân số (người)            | 20.008               | 12.935          | 11.976       | 10.224    | 11.285      | 10.502     | 14.089       | 18.416        | 11.904       | 11.582      | 9.498         | 9.268         | 8.564         | 7.866        | 16.338        | 14.398       | 8.435          | 7.929       | 10.161        |
| Mật độ dân số (người/km²) | 880                  | 380             | 568          | 372       | 273         | 231        | 321          | 416           | 417          | 387         | 384           | 251           | 383           | 360          | 355           | 254          | 212            | 341         | 352           |
| Số đơn vị hành chính      | 11 khu phố           | 6 ấp            | 7 ấp         | 5 ấp      | 5 ấp        | 4 ấp       | 10 ấp        | 10 ấp         | 7 ấp         | 5 ấp        | 7 ấp          | 5 ấp          | 5 ấp          | 6 ấp         | 8 ấp          | 6 ấp         | 6 ấp           | 4 ấp        | 7 ấp          |

## Lịch sử

### Thời Pháp thuộc
Ngày 20 tháng 5 năm 1920, thực dân Pháp thành lập quận Giồng Riềng, thuộc tỉnh Rạch Giá, gồm có tổng Giang Ninh với 7 làng là: Hòa Hưng, Ngọc Hòa, Vị Thanh, Hòa Thuận, Thạnh Hòa, Ngọc Chúc, Thạnh Hưng. Quận lỵ đặt tại làng Thạnh Hòa. Ngày 7 tháng 8 năm 1952, quận Giồng Riềng bao gồm tổng Giang Ninh với các làng: Hòa Hưng, Hòa Thuận, Ngọc Hòa, Thạnh Hòa, Thạnh Hưng, Thạnh Lợi, Vị Thanh, Bàn Tân Định, Long Thạnh, Vĩnh Thanh.

### Giai đoạn 1956-1976
Sau năm 1956, chính quyền Việt Nam Cộng hòa đổi tên quận Giồng Riềng thành quận Kiên Bình thuộc tỉnh Kiên Giang vừa mới thành lập. Sau đó, lại bàn giao một số xã của quận Kiên Bình cho quận Đức Long của tỉnh Chương Thiện.
Về phía chính quyền Mặt trận dân tộc giải phóng miền Nam Việt Nam (sau này là Chính phủ Cách mạng lâm thời Cộng hòa Miền Nam Việt Nam), tên huyện Giồng Riềng thuộc tỉnh Rạch Giá cùng với sự phân chia, địa giới hành chính của huyện vẫn được duy trì cho tới năm 1975.
Trong kháng chiến chống Pháp và chống Mỹ, Giồng Riềng là một vùng đất ác liệt với nhiều di tích lịch sử.
Sau ngày 30 tháng 4 năm 1975, chính quyền quân quản Cộng hòa miền Nam Việt Nam ban đầu vẫn đặt huyện Giồng Riềng thuộc tỉnh Rạch Giá cho đến đầu năm 1976.

### Từ năm 1976 đến nay
Từ tháng 2 năm 1976, Giồng Riềng trở thành huyện của tỉnh Kiên Giang, gồm có thị trấn Giồng Riềng và 8 xã: Bàn Tân Định, Hòa Hưng, Long Thạnh, Ngọc Chúc, Thạnh Hòa, Thạnh Hưng, Thuận Hòa, Vĩnh Thạnh.
Ngày 10 tháng 10 năm 1981, Hội đồng Bộ trưởng ban hành Quyết định 109-HĐBT về việc:
- Chia xã Ngọc Chúc thành 3 xã: Ngọc Chúc, Tân Bình Thành và Vĩnh Thuận Lợi
- Chia xã Thạnh Hưng thành 4 xã: Thạnh Phước, Tân Nguyên, Hiệp Lộc và Thạnh Hưng
- Chia xã Thuận Hoà thành 3 xã: Thành Lợi, Hoà Thuận và Ngọc Hoà
- Chia xã Hoà Hưng thành 3 xã: Hoà An, Hoà Hưng và Hoà Lợi.

Ngày 27 tháng 9 năm 1983, Hội đồng Bộ trưởng ban hành Quyết định số 107-HĐBT về việc:
- Chia xã Long Thạnh thành 2 xã: Long Thạnh và Long An
- Chia xã Thạnh Hoà thành 2 xã: Thạnh Hoà và Thạnh Bình
- Chia xã Bàn Tân Định thành 2 xã: Bàn Tân Định và Bàn Thạnh
- Chia xã Vĩnh Thạnh thành 3 xã: Vĩnh Thạnh, Vĩnh An Phú và Vĩnh Phước Hoà.

Ngày 31 tháng 5 năm 1991, Ban Tổ chức Chính phủ ban hành Quyết định số 288-TCCP về việc:
- Sáp nhập hai xã Tân Bình Thành và Vĩnh Thuận Lợi vào xã Ngọc Chúc
- Sáp nhập ba xã Thạnh Phước, Tân Nguyên và Hiệp Lộc vào xã Thạnh Hưng
- Sáp nhập hai xã Thành Lợi và Ngọc Hòa vào xã Hòa Thuận
- Sáp nhập hai xã Hòa An và Hòa Lợi vào xã Hòa Hưng
- Sáp nhập xã Long An vào xã Long Thạnh
- Sáp nhập xã Bàn Thạch vào xã Bàn Tân Định
- Sáp nhập hai xã Vĩnh An Phú và Vĩnh Phước Hòa vào xã Vĩnh Thạnh.

Huyện Giồng Riềng lúc này bao gồm thị trấn Giồng Riềng và 8 xã: Bàn Tân Định, Hòa Hưng, Hòa Thuận, Long Thạnh, Ngọc Chúc, Thạnh Hòa, Thạnh Hưng, Vĩnh Thạnh.
Ngày 18 tháng 3 năm 1997, Chính phủ ban hành Nghị định số 23-CP về việc:
- Thành lập xã Thạnh Phước trên cơ sở 4.483 ha diện tích tự nhiên và 8.980 nhân khẩu của xã Thạnh Hưng
- Thành lập xã Thạnh Lộc trên cơ sở 4.673 ha diện tích tự nhiên và 9.576 nhân khẩu của xã Thạnh Hưng
- Thành lập xã Hòa Lợi trên cơ sở 4.020 ha diện tích tự nhiên và 6.951 nhân khẩu của xã Hòa Hưng
- Thành lập xã Hòa An trên cơ sở 3.010 ha diện tích tự nhiên và 7.658 nhân khẩu của xã Hòa Hưng.

Ngày 14 tháng 11 năm 2001, Chính phủ ban hành Nghị định số 84/2001/NĐ-CP về việc:
- Thành lập xã Ngọc Thành trên cơ sở 2.397 ha diện tích tự nhiên và 8.039 nhân khẩu của xã Ngọc Chúc
- Thành lập xã Ngọc Thuận trên cơ sở 3.739 ha diện tích tự nhiên và 8.540 nhân khẩu của xã Ngọc Chúc
- Thành lập xã Bàn Thạch trên cơ sở 2.106,4 ha diện tích tự nhiên và 9.663 nhân khẩu của xã Bàn Tân Định.

Cuối năm 2003, huyện Giồng Riềng bao gồm thị trấn Giồng Riềng và 15 xã: Thạnh Hưng, Thạnh Phước, Thạnh Lộc, Thạnh Hòa, Bàn Tân Định, Ngọc Chúc, Hòa Hưng, Hòa Lợi, Hòa An, Long Thạnh, Vĩnh Thạnh, Hòa Thuận, Ngọc Thành, Ngọc Thuận, Bàn Thạch.
Ngày 26 tháng 7 năm 2005, Chính phủ ban hành Nghị định số 97/2005/NĐ-CP về việc:
- Thành lập xã Ngọc Hòa trên cơ sở 3.009,68 ha diện tích tự nhiên và 11.170 nhân khẩu của xã Hòa Thuận
- Thành lập xã Vĩnh Phú trên cơ sở 2.730 ha diện tích tự nhiên và 4.968 nhân khẩu của xã Vĩnh Thạnh.

Ngày 29 tháng 6 năm 2009, Chính phủ ban hành Nghị quyết số 29/NQ-CP về việc thành lập xã Thạnh Bình trên cơ sở 1.918,08 ha diện tích tự nhiên và 7.596 nhân khẩu của xã Thạnh Hòa.
Huyện Giồng Riềng có 63.938,84 ha diện tích tự nhiên và 219.690 nhân khẩu, có 19 đơn vị hành chính trực thuộc, bao gồm 18 xã: Thạnh Hưng, Thạnh Phước, Thạnh Lộc, Thạnh Hòa, Thạnh Bình, Bàn Tân Định, Bàn Thạch, Long Thạnh, Vĩnh Thạnh, Vĩnh Phú, Ngọc Chúc, Ngọc Thành, Ngọc Thuận, Ngọc Hòa, Hòa Thuận, Hòa An, Hòa Hưng, Hòa Lợi và thị trấn Giồng Riềng.

## Kinh tế - xã hội
Kinh tế chủ yếu của huyện là nông nghiệp. Giồng Riềng là một trong những địa phương sản xuất lúa lớn của tỉnh Kiên Giang. Ngoài ra trồng hoa màu khác như: khoai lang, bí đỏ, dưa hấu, đặc biệt dưa trồng gần như quanh năm. Lao động chính của huyện là nghề nông, công nhân.

### Giáo dục
Huyện có 6 trường Trung học phổ thông: Giồng Riềng, Long Thạnh, Bàn Tân Định, Hòa Thuận, Hòa Hưng, Thạnh Lộc.

## Người nổi tiếng
Mai Thị Hồng Hạnh (Mai Thị Nương - tên một người nữ thuộc phía cách mạng Việt Nam lâm thời đã bị mất trong chiến trường miền Nam Việt Nam). Chị là một liệt sĩ, bị địch bắt, tra tấn dã man đến chết nhưng vẫn không khuất phục được chị.
Anh hùng lực lượng vũ trang Trần Thị Mẫn, người phụ nữ được mệnh danh là Hoa Mộc Lan thời hiện đại, giả trai đi đánh giặc với tên là Trần Quang Mẫn - người đã vết nên câu chuyện huyền thoại về người phụ nữ giàu lòng yêu nước thời hiện đại, một huyền thoại sống, là nguyên mẫu của nhân vật chị sáu Mẫn trong tác phẩm điện ảnh Chị Sáu Kiên Giang. quê ở xã Vĩnh Thạnh, huyện Giồng Riềng.
Anh hùng lực lượng vũ trang Lê Quang Tuân, quê ở xã Hòa Thuận, huyện Giồng Riềng.